# گارنانت
گارنانت (به انگلیسی: Garnant) یک شهرک در بریتانیا است که در کارمارتنشر واقع شده‌است. گارنانت  ۱٬۹۶۵ نفر جمعیت دارد.